# Podpůrná opatření třetího stupně
Podpůrná opatření třetího stupně jsou podmíněna stanovením podpůrných opatření školským poradenským zařízením na základě diagnostiky speciálních vzdělávacích potřeb u žáka. Tyto speciální vzdělávací potřeby žáka vyžadují úpravy v metodách práce, v organizaci a průběhu vzdělávání, v hodnocení žáka, kdy je zároveň nutná úprava školního vzdělávacího programu.
Vzdělávací potřeby žáka jsou ovlivněny jak množstvím specifických poruch (například závažné specifické poruchy učení, poruchy chování, řečové vady těžšího stupně, zrakové a sluchové postižení, tělesné postižení, lehké mentální postižení, neznalost vyučovacího jazyka atd.), tak i odlišným kulturním prostředím a jinými životními podmínkami, ve kterých žák vyrůstá.
Podpůrná opatření třetího stupně již poskytují podporu práce pedagogického pracovníka asistentem pedagoga, kdy na každého asistenta připadají maximálně 4 žáci, dále je podle potřeb žáka možnost využívání komunikačních systémů pro neslyšící a hluchoslepé žáky, nebo využívání prostředků alternativní nebo augmentativní komunikace. Zajištěna je také podpora speciálněpedagogického centra při potřebě podpory nácviku prostorové orientace a využívání alternativních forem komunikace. V případě zájmu žáka je vhodná spolupráce s odborníky jiných resortů, jako například s lékaři, sociálními pracovníky, terapeuty atd. Poradenskou pomoc je potřeba zajistit také v rámci školy, konkrétně zapojením školního metodika prevence, výchovného poradce, třídního učitele a dalších pedagogických pracovníků. Vhodná je také přítomnost školního psychologa či školního speciálního pedagoga přímo ve škole. 
Délka poskytování podpůrných opatření třetího stupně se odvíjí od charakteru speciálních vzdělávacích potřeb žáka (od několika měsíců až po celou dobu trvání školní docházky), tato délka se může upravovat v závislosti na posouzení aktuálního stavu žáka a na dalších okolnostech.

## Podmínky k zajištění podpory
K zajištění podpůrných opatření třetího stupně je potřeba následující:
- doporučení školského poradenského zařízení,
- konzultant na straně vzdělavatele,
- spolupráce se žákem a zákonným zástupcem žáka, případně dalším subjektem pro naplňování podpory u žáka,
- zařazení žáka do speciálněpedagogické péče nebo pedagogické intervenční péče,
- podpora práce pedagogického pracovníka asistentem pedagoga nebo školním psychologem či speciálním pedagogem.

## Metody výuky
Cílem zvolených metod je podpora dovedností a kompetencí žáka, které mu umožňují překonávání bariér v jeho vzdělávání a zapojují žáka do práce s třídním kolektivem. Jedná se o metody, jež zahrnují intervence na podporu oslabených či nefunkčních dovedností a kompetencí žáka, ale také o metody podporující začlenění jedince do kolektivu, který bude daného žáka akceptovat.
Samozřejmostí metod je jejich respektování specifik žáka, nejčastěji je využívána forma kooperativní výuky, ale také otevřené učení a individualizovaný přístup, které vedou k motivaci žáka a k již zmíněnému začlenění do třídního kolektivu. Časté je i využití didaktických her, které rozvíjí další žákovy schopnosti a kreativitu.

## Úprava obsahu a výstupů vzdělávání
V oblastech, které žák nemůže kvůli svým vzdělávacím potřebám zvládnout, dochází k úpravám obsahu a výstupů vzdělávání. Tato úprava se opírá o doporučení podpůrných opatření školských poradenských zařízení. Podle RVP pro základní vzdělávání dochází k úpravě výstupů pro žáky s lehkým mentálním postižením, u ostatních jsou možné pouze úpravy obsahu učiva, je-li to nutné. Uplatňován je individuální vzdělávací plán, působí se na schopnosti a dovednosti v předmětech, kde se žákovi nedaří.

## Organizace výuky
Vzdělávání by mělo být žákovi co nejvíce usnadněno, může docházet k úpravám pracovního prostředí, místa, ale i využití speciálních pomůcek, ať už učebních, nebo kompenzačních. Jak již bylo zmíněno, v odůvodněných případech může být využit asistent pedagoga. Podle potřeb žáků a zhodnocení školského poradenského zařízení může být snížen počet žáků ve třídě, a to celkově, nebo pouze ve vybraných předmětech.
Mimo tyto změny, může žák využít speciální učebnice, kompenzační, rehabilitační, či didaktické pomůcky. Finance na tyto prostředky čerpá škola dle normované finanční náročnosti. Součástí vyhlášky 27/2016 Sb. je tabulka s konkrétním handicapem žáka a zároveň finanční částka, která může být využita při pořizování jednotlivých pomůcek.

## Individuální vzdělávací plán - IVP
Žákovi zařazenému do třetího stupně podpory navrhuje školské poradenské zařízení vytvoření individuálního vzdělávacího plánu. Jeho zpracování a realizace je povinností školy, která se při tvorbě opírá o školní vzdělávací plán. 

## Hodnocení
Hodnocení je často vnímáno jako motivační prvek ve výuce, mělo by to tak být i v případě žáka se třetím stupněm podpory. Je tedy vhodné hodnocením reflektovat činnosti žáka, upravit škálu hodnocení, popřípadě hodnotit slovně, formativně či sumativně. Patřičné je zároveň využití autonomního hodnocení, kdy žák hodnotí sám sebe, tedy sebehodnocení. Je potřeba nezapomínat na sociální kontext hodnocení a používat hodnocení právě jako podporu v učení.